# Clifton Ko
Clifton Ko, de son vrai nom Ko Chi-sum (高志森, né le 6 août 1958) est un réalisateur, acteur, producteur et scénariste américain d'origine hongkongaise, célèbre pour ses comédies réalisées pour la Cinema City dans les années 1980 et 1990.

## Biographie
Scolarisé au collège Maryknoll de Kwun Tong (en), Ko entre dans l'industrie cinématographique à la fin des années 1970 en travaillant d'abord avec le réalisateur Clifford Choi. Durant cette période, il écrit les films No U-Turn (1981) et Teenage Dreamers de ce-dernier, ainsi que la comédie Les Associés de John Woo. En 1982, il entre à la Cinema City, nouvellement fondée par Raymond Wong, Karl Maka et Dean Shek, et réalise son premier film, Happy Ghost (en), en 1984. Celui-ci donne lieu à des suites qui sont, comme tous ses principaux films, des comédies slapstick avec un contexte valorisant la morale, les valeurs familiales et l'optimisme. Ko est un réalisateur prolifique de « films du Nouvel An chinois ». Ses autres comédies importantes comprennent la série des It's a Mad, Mad, Mad World (en) (commencée en 1987), Prise de bec à Hong Kong, en collaboration avec Michael Hui, ainsi que la série des All's Well, Ends Well (commencée en 1992) et It's a Wonderful Life (en).
Il émigre à Hawaï aux États-Unis en 1995 en raison de l'inquiétude suscitée par la rétrocession de Hong Kong à la Chine dans l'industrie cinématographique à Hong Kong.
Au cours contre des manifestations du projet de loi d'amendement de la loi extradition de 2019 et de l'imposition ultérieure par le Parti communiste chinois de la loi sur la sécurité nationale de HK en 2020, Ko a soutenu la brutalité de la police de HK et a avocaté au nom du PCC pour ses actions,.

## Filmographie comme réalisateur
| Année | Titre                           |
| ----- | ------------------------------- |
| 2006  | We Are Family                   |
| 2004  | Forever Yours                   |
| 2004  | In-Laws, Out-Laws               |
| 2000  | Funny Business                  |
| 2000  | Love Paradox                    |
| 2000  | Winner Takes All (en)           |
| 1998  | Ninth Happiness                 |
| 1997  | Hong Kong Adventure             |
| 1997  | Legend of Mad Phoenix           |
| 1995  | The Umbrella Story              |
| 1995  | Paradise Hotel                  |
| 1994  | One of the Lucky Ones           |
| 1994  | It's a Wonderful Life (en)      |
| 1994  | I Will Wait for You             |
| 1994  | I Have a Date with Spring (en)  |
| 1993  | All's Well, Ends Well Too       |
| 1993  | Laughter of the Water Margins   |
| 1992  | Summer Lovers                   |
| 1992  | It's a Mad, Mad, Mad World Too  |
| 1992  | All's Well, Ends Well           |
| 1991  | The Banquet                     |
| 1991  | Gambling Ghost                  |
| 1991  | Daddy, Father and Papa          |
| 1989  | Mr. Coconut                     |
| 1989  | How to Be a Billionaire         |
| 1989  | Happy Ghost 4 (en)              |
| 1989  | City Squeeze                    |
| 1988  | It's a Mad, Mad, Mad World 2    |
| 1988  | Prise de bec à Hong Kong        |
| 1987  | It's a Mad, Mad, Mad World (en) |
| 1986  | Devoted to You                  |
| 1986  | Porky's Meatballs               |
| 1985  | Happy Ghost 2 (en)              |
| 1984  | Merry Christmas                 |
| 1984  | Happy Ghost (en)                |